# Бану аль-Хазрадж
Бану аль-Хазрадж (хазраджиты) (араб. بنو الخزرج‎) — одно из арабских племен в Медине, относящиеся в южно-аравийской ветви (кахтаниты). Во времена Пророка Мухаммада хазраджиты, наряду с ауситами, составляли часть ансаров. Оба племени в доисламскую эпоху были известны под названием Бану Кайла (араб. بنو قيلة‎).

## Происхождение
Хазраджиты имели общее происхождение с большим южноарабским племенем Бану Азд. Также они состояли в родстве с Гассанидами (Большаков 2002: 70).

## История
Изначально проживали в Йемене. Около 300 года хазраджиты, совместно с племенем Бану Аус, перекочевали в Ясриб (Медину), где приняли иудаизм, находясь в тесном контакте в с проживающими там иудейскими племенами Бану Курайза и Бану Надир (Lecker 1995:635). В течение некоторого времени они находились в подчиненной позиции относительно проживающих там племен. Лидер из племени аль-Хазрадж по имени Малик ибн аль-Аджлан возглавил движение за независимость племен от иудеев Медины, которое привело не только к обретению равных с иудеями прав в Медине, но господствующего положения над ними. В это время многие иудейские племена потеряли свою племенную организацию и постепенно вошли в состав арабских племен, среди которых они проживали (Rubin 1985: 7).
По прошествии некоторого времени между племенами Бану аль-Хазрадж и Бану Аус вспыхнула вражда, в ходе которой они разделили город на территории. Проживающие в Медине иудеи и христиане в этой ситуации были вынуждены выбрать одну из сторон и стать их союзниками (Spencer 1952: 482). Поддержку в этой вражде хазраджиты находили со стороны иудейского племени кайнука. Наиболее кровавым столкновением родственных племен считает битва при Буасе, победу в которой одержали ауситы благодаря поддержке иудейских племен, с которыми большинство хазраджитов было связано узами дружбы, братства и союзничества (об этих узах см. Lecker 1995: 8).
Таким образом, племя Бану аль-Хазрадж было вынуждено обратиться за поддержкой в Мекку к курейшитам. Там они встретились с пророком Мухаммадом, и поняли что его религия и его протекция может помочь им преодолеть многолетнюю борьбу с ауситами. Принятие ислама хазраджитами подтолкнуло племя Бану Аус с такому же шагу. Оба племени поклялись защищать Мухаммада и оказывать протекцию и всем мусульманам, подвергнутым гонениям в Мекке (Большаков 2002: 71).
После хиджры вражда между племенами прекратилась. Бану Аус и Бану аль-Хазрадж составили влиятельное сословие ансаров, стоявшее с у истоков мусульманской государственности (Али-заде 2007: 86).

## Представители
- Абдуллах ибн Зейд
- Абдуллах ибн Раваха
- Абдуллах ибн Убайй
- Абу ад-Дарда
- Абу Дуджана
- Абу Дулаф аль-Хазраджи
- Абу Саид аль-Худри
- Анас ибн Малик
- Асад ибн Зурара
- Башир ибн Сад
- Джабир ибн Абдуллах
- Ибн Абу Усайбиа
- Сад ибн Убада
- Муаз ибн Джабаль
- Убайй ибн Каб
- Хассан ибн Сабит
- бану Наджжар
  - Абу Айюб аль-Ансари
  - Зейд ибн Сабит